# Rochedos Skrino
Os Rochedos Skrino (em búlgaro:  скали Скрино, ‘Skali Skrino’ \ska-'li skri-'no\) é a cadeia de rochedos fora da costa leste da Ilha Robert nas Ilhas Shetland do Sul, Antártica, se estendendo 570 m (623 yd) na direção leste-oeste.
Os rochedos receberam o nome do assentamento de Skrino na Bulgária Ocidental.

## Localização
Os Rochedos Skrino estão centrados em 62° 23′ 06,5″ S, 59° 19′ 32″ O, que está  1,03 km (0,64 mi) a oeste-nordeste do Cabo Kitchen e 3,4 km (2,1 mi) a sul-sudeste da Rocha Saliente. (Mapeamento britânico feito em 1968 e búlgaro em 2009).

## Mapa
- L.L. Ivanov. Antártica: Ilha Livingston e Ilhas Greenwich, Robert, da Neve e Smith. Scale 1:120000 topographic map.  Troyan: Manfred Wörner Foundation, 2009.  ISBN 978-954-92032-6-4

## Ligações Externas
- Dicionário Geográfico Antártico Búlgaro. Comissão de Nomes de Lugar Antárticos. (detalhes em búlgaro, dados básicos em inglês)
- SCAR Dicionário Geográfico Composto da Antártica.